# Percepción (álbum de Intocable)
Percepción es el 22.º álbum de estudio del grupo mexico-estadounidense de música norteña Intocable.
Fue lanzado a la venta el 15 de marzo del 2019 por la disquera Fonovisa Records con la edición de Good I Music, y la producción del reconocido productor Don Was, quien se unió al proyecto en busca de ayudar al grupo a seguir experimentando su música, el álbum contiene 14 canciones y fue lanzado en los formatos de CD, digitales en las plataformas de música, y también en LP, para su venta a través de internet.

## Antecedentes, grabación y lanzamiento
Posterior al lanzamiento de Highway, Intocable comenzó a trabajar en la edición de su siguiente material discográfico en el verano de 2016.

En este disco, antes de sentarnos con los compositores, teníamos ganas de hacer una placa nueva, pero sin hacer el mismo proceso creativo (juntarse, compositor, arreglos, grabar). Sentía que estábamos estancados en ese proceso. Decidimos hablarle a un productor ajeno al grupo y ser la banda sumisa, ver sus ideas y qué hace para el grupo.
Ricardo Muñoz, vocalista

Fue bajo esa premisa que un productor con experiencia, y que trabajando para B-52, Iggy Pop, Ringo Starr y Roy Orbison, entre muchos otros., como Don Was se uniera al proyecto de Intocable.

Estaba raro, él no entiende español, pero era interesante la manera en que medíamos si la canción era buena y le gustaba. Se reflejaba en él, si tenía un buen ritmo
Ricardo Muñoz, en referencia hacia su trabajo con Don Was

El álbum se grabó en los estudios de Sound City de Los Ángeles, a lo largo de dos semanas del mes de marzo de 2017. Muñoz comentó que tenían jornadas extensas de trabajo donde llegaban a grabar a mediodía, y salían para las 10 de la noche.

Esta ha sido una de las experiencias más grande que jamás haya tenido haciendo un disco. Estoy muy impresionado con ellos como músicos. Todos son realmente maestros de lo que hacen y es una forma de música que nunca antes había tocado, así que estoy realmente asombrado por las partes que se les ocurren y su brillantez. Estoy muy impresionado con el nivel de maestría musical. Las canciones son geniales y son simplemente fantásticos.
Don Was, sobre su trabajo con Intocable

Es la propia evolución de la industria musical la que llevó que un álbum que anteriormente se desarrollaba 3 días, se desarrollara ahora en 3 años.
Fue a mediados de septiembre de 2018, que con el lanzamiento del tema "Me Dueles" (composición de Joss Favela), la agrupación diera a conocer que estaban próximos al lanzamiento del nuevo álbum, el cual se conocería como Percepción. Además de confirmarse que finalmente serían 14 canciones, y no 10 como habían planeado. 

Ya a la hora de trabajar, a la hora de hacer canciones no sabemos otra manera más que a la forma antigua de hacer todo un disco completo. Va a salir en plataformas digitales y lo vamos a vender en línea en vinilo. Es un independiente.
Ricky Muñoz acerca del disco

El álbum estuvo producido en su totalidad por Don Was, con la colaboración en la mayoría de las canciones de Camilo Lara. En tanto que la composición de las canciones fue inspiración de Joss Favela, Luis "Louie" Padilla, Wilfran Castillo y Ricky Muñoz, además de contar con un tema inédito compuesto por los integrantes de la banda colombiana Morat.

## Lista de Canciones
| Percepción |                                      |                     |                                                                                 |          |  |
| N.º        | Título                               | Música              | Escritor(es)                                                                    | Duración |  |
| 1.         | «No Van A Entender»                  | Don Was             | José Alberto Inzunza Favela                                                     | 3:08     |  |
| 2.         | «Quédate Conmigo»                    | Don Was Camilo Lara | Luis Gerardo "Louie" Padilla Rojas                                              | 3:07     |  |
| 3.         | «Nadie Es Indispensable»             | Don Was Camilo Lara | José Alberto Inzunza                                                            | 3:30     |  |
| 4.         | «Dile Al Tiempo»                     | Don Was Camilo Lara | Wilfran Castillo Ricardo Javier Muñoz                                           | 2:53     |  |
| 5.         | «Nunca Volverás»                     | Don Was Camilo Lara | Pablo Preciado Rojas                                                            | 4:11     |  |
| 6.         | «Qué Voy Hacer»                      | Don Was Camilo Lara | José Alberto Inzunza                                                            | 4:20     |  |
| 7.         | «Después De Quererte»                | Don Was Camilo Lara | José Alberto Inzunza                                                            | 2:53     |  |
| 8.         | «Tu Soledad Y La Mía»                | Don Was Camilo Lara | José Alberto Inzunza                                                            | 3:53     |  |
| 9.         | «Dímelo De Frente»                   | Don Was Camilo Lara | Luis "Louie" Padilla                                                            | 3:26     |  |
| 10.        | «Por Alguien Más»                    | Don Was Camilo Lara | Luis "Louie" Padilla                                                            | 5:17     |  |
| 11.        | «Te Perdí (De Nada Sirve El Perdón)» | Don Was Camilo Lara | Luis "Louie" Padilla                                                            | 2:38     |  |
| 12.        | «Me Dueles»                          | Don Was Camilo Lara | José Alberto Inzunza                                                            | 3:40     |  |
| 13.        | «Beso Incompleto»                    | Don Was Camilo Lara | Martín Vargas Morales Juan Pablo Isaza Pineros Simón Vargas Juan Pablo Villamil | 3:46     |  |
| 14.        | «Muero»                              | Don Was Camilo Lara | Wilfran Castillo Ricardo Muñoz                                                  | 2:56     |  |
| 49:50      |                                      |                     |                                                                                 |          |  |